# Osiedle Młodego Górnika
Osiedle Młodego Górnika – jednostka pomocnicza (dzielnica) Zabrza znajdująca się w północno-wschodniej części miasta, utworzona w 2003 roku.

## Położenie
Osiedle Młodego Górnika znajduje się w północno-wschodniej części miasta Zabrze i obejmuje obszar 2,2 km². Od południa graniczy z dzielnicą Biskupice, od zachodu z Mikulczycami i Rokitnicą, a od północy z Bytomiem (dzielnica Miechowice). Granice dzielnicy wyznaczają: Aleja Jana Nowaka-Jeziorańskiego, ul. Wojciecha Drzymały, ul. Ziemska i ul. Pod Borem od południa, ul. Franciszka Ballestrema i ul. Ziemska od zachodu oraz granica miasta od północy.

## Zabytki

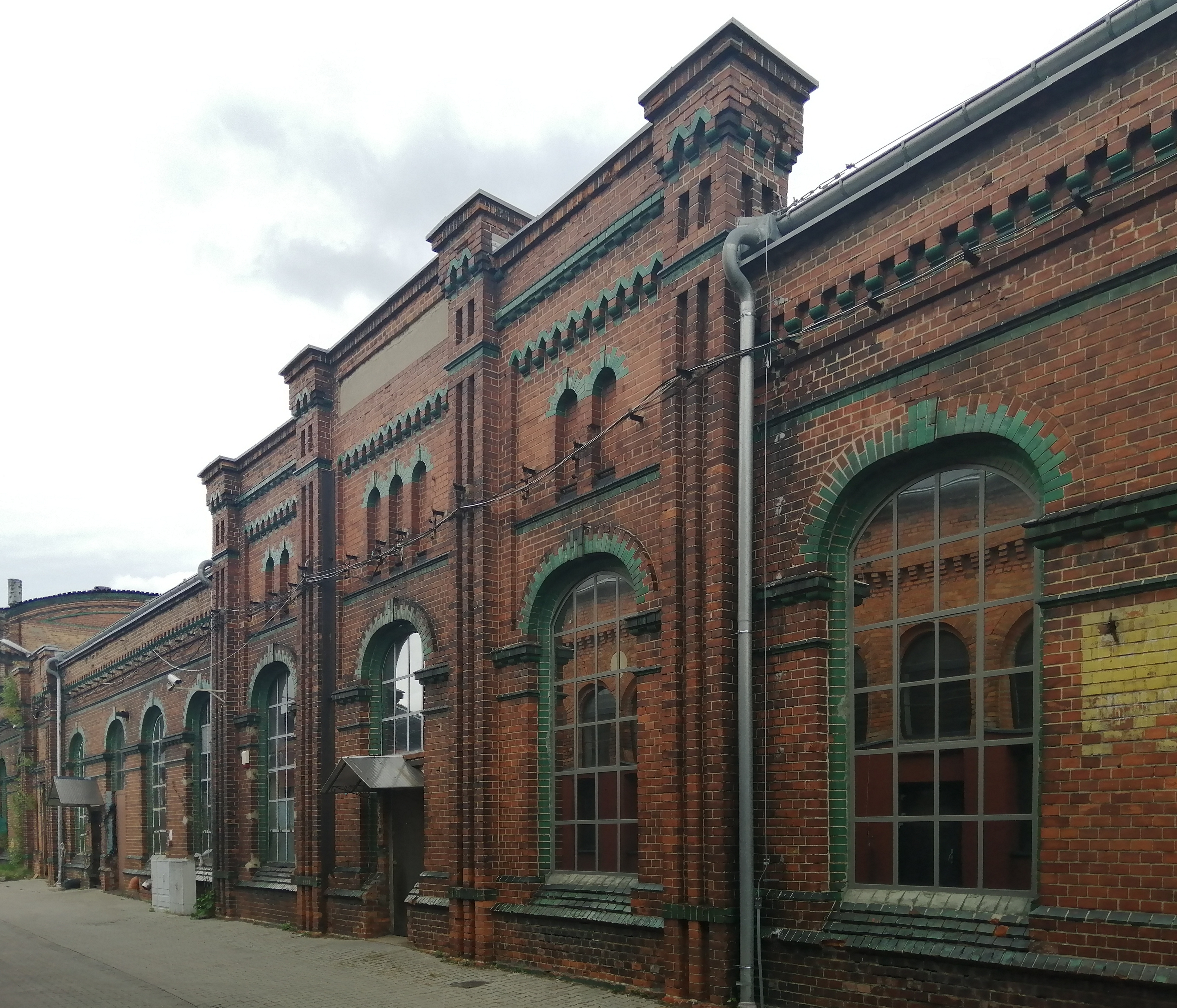
Zabytkowy budynek szatni i łaźni górniczej (2023)

W granicach Osiedla Młodego Górnika znajduje się jeden obiekt wpisany do rejestru zabytków nieruchomych województwa śląskiego – budynek szatni i łaźni górniczej z 1902 roku na terenie dawnej kopalni węgla kamiennego „Castellengo” (później KWK „Pstrowski”) przy ul. Szybowej 2 (nr rej. A/466/15 z 30 grudnia 2015) .
Oprócz tego na terenie dzielnicy znajdują się również zabytki ujęte w gminnej ewidencji zabytków Miasta Zabrze :
- domy przy ul. Szybowej 7, 9-9A, 11-11A, 13-13A i 17,
- budynek szkoły przy ul. Gwareckiej 15,
- leśniczówka przy ul. Pod Borem 1,
- budynki w zespole zabudowań dawnej KWK „Pstrowski” przy ul. Szybowej – cechownia z łaźnią i szatnią, siłownia energetyczna, maszynownia szybu „Staszic” z maszyną wyciągową z napędem elektrycznym, maszynownia szybu „Mieczysław”, maszynownia szybu „Kościuszko”, warsztat mechaniczny, kuźnia i warsztat elektryczny oraz stacja ratownictwa,
- wieża wyciągowa, nadszybie i przedszybie szybu „Gigant” dawnej KWK „Rokitnica”.

## Religia
Na terenie dzielnicy funkcjonuje rzymskokatolicka parafia św. Barbary erygowana 7 grudnia 2013 roku.

## Transport

### Komunikacja miejska

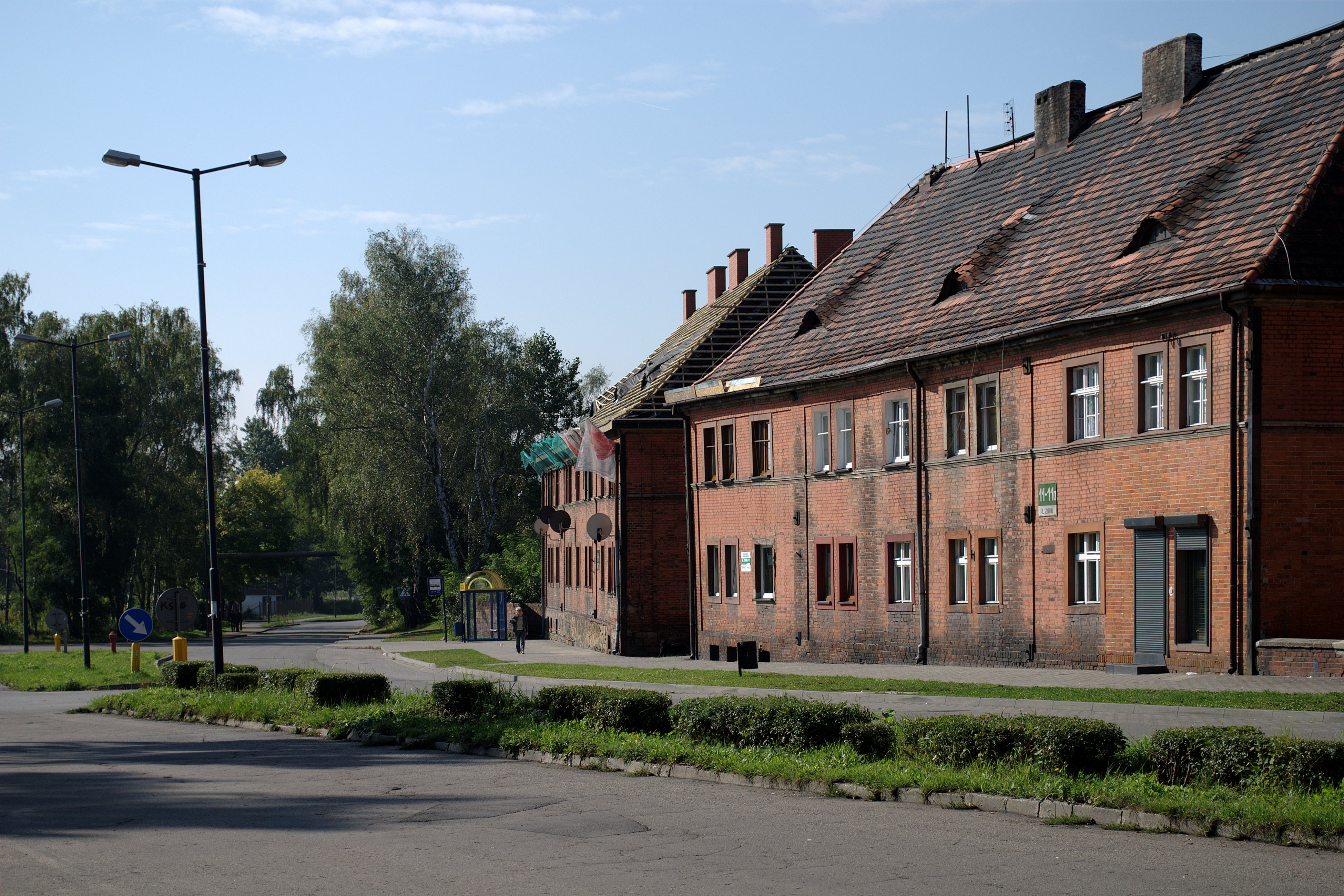
Ulica Szybowa, widok w kierunku południowym (2013)

Publiczny transport zbiorowy na terenie Osiedla Młodego Górnika obejmuje przewozy autobusowe, których organizatorem od 1 stycznia 2019 jest Zarząd Transportu Metropolitalnego.
W granicach administracyjnych dzielnicy znajdują się przystanki Os. Młodego Górnika Haldex nż i Os. Młodego Górnika Pod Borem nż przy ul. Pod Borem oraz Os. Młodego Górnika Kopalnia i Os. Młodego Górnika Ziemska przy ul. Szybowej. Według stanu z lutego 2024 przez Osiedle Młodego Górnika kursują dwie linie autobusowe:
- 111 (Helenka ELZAB – Os. Młodego Górnika Kopalnia – Zabrze Goethego – Makoszowy Oświęcimska),
- 280 (Os. Młodego Górnika Kopalnia – Zabrze Goethego – Gliwice Centrum Przesiadkowe – Stare Łabędy Einsteina).

## Galeria

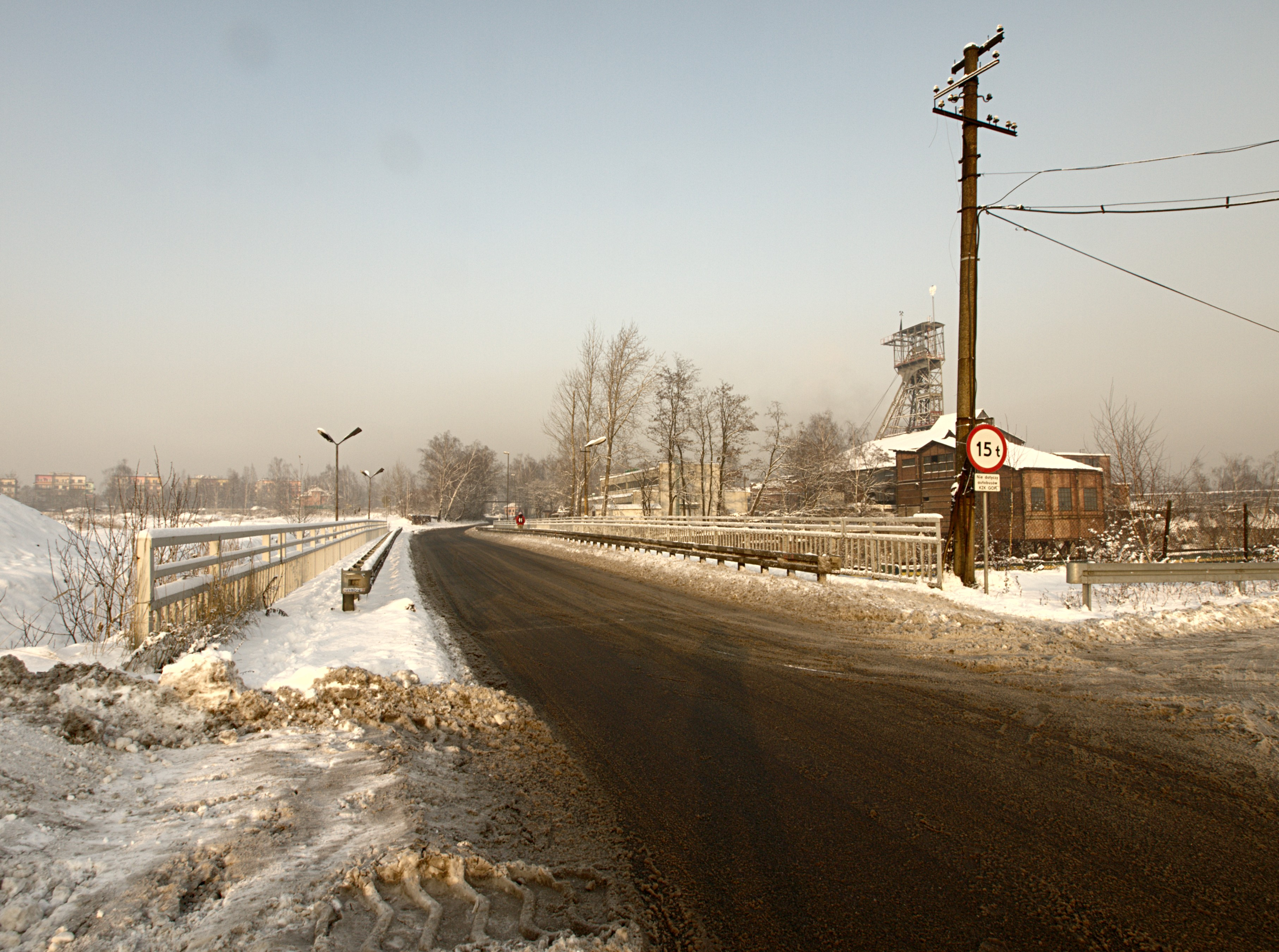
Ulica Szybowa, po prawej widoczna część zabudowań dawnej KWK „Pstrowski” (2010)
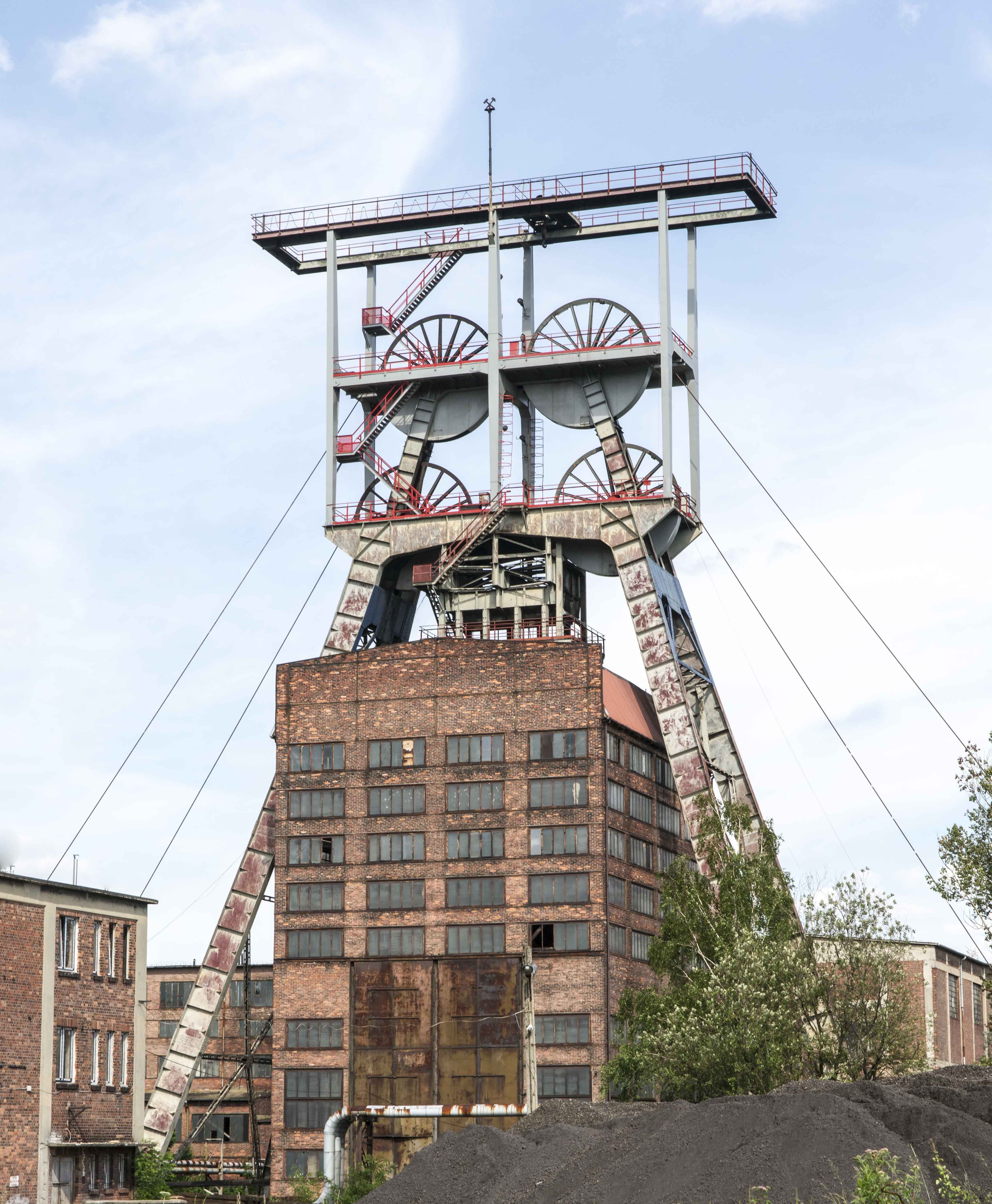
Wieża wyciągowa szybu „Gigant” (2013)
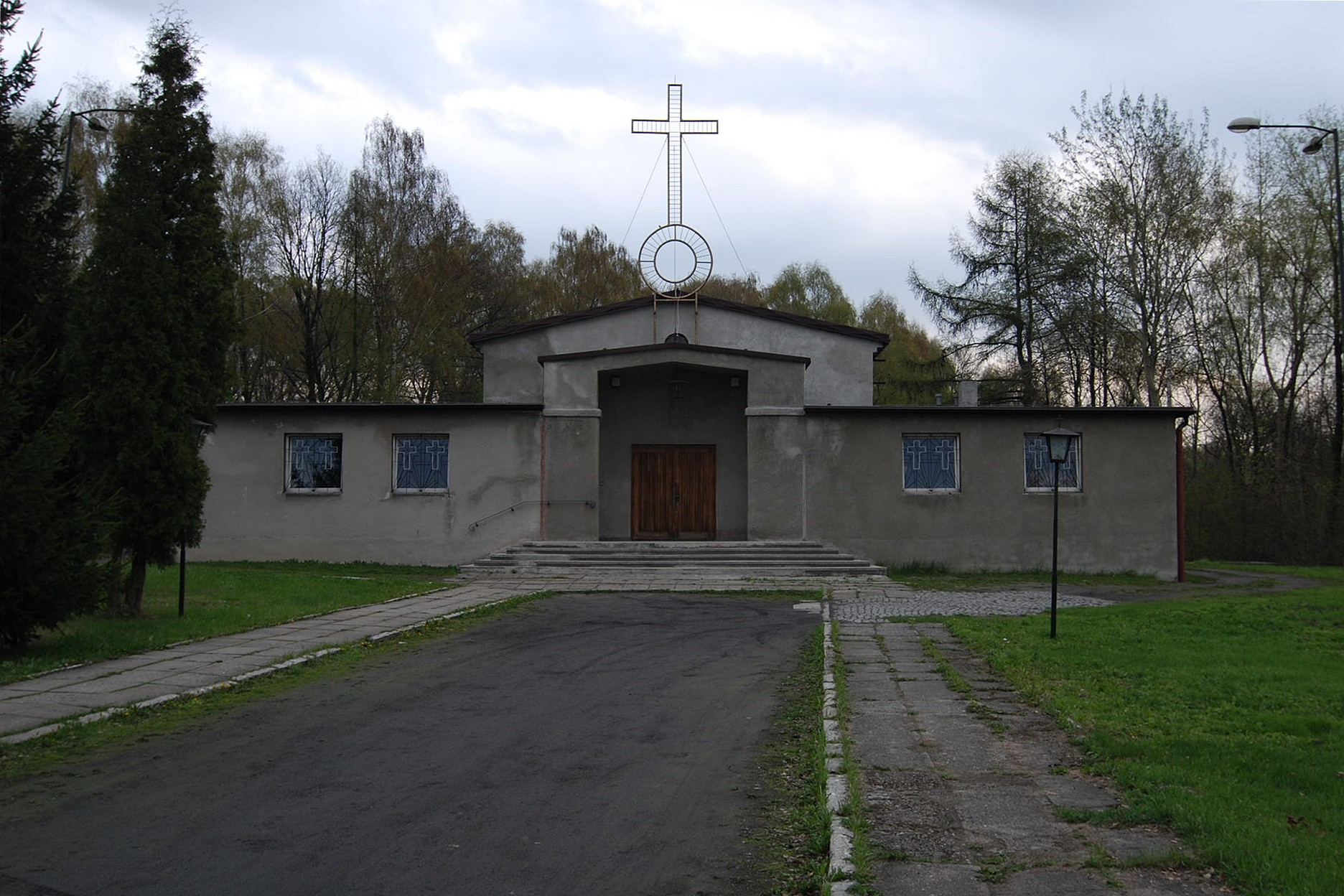
Kościół św. Barbary (2012)
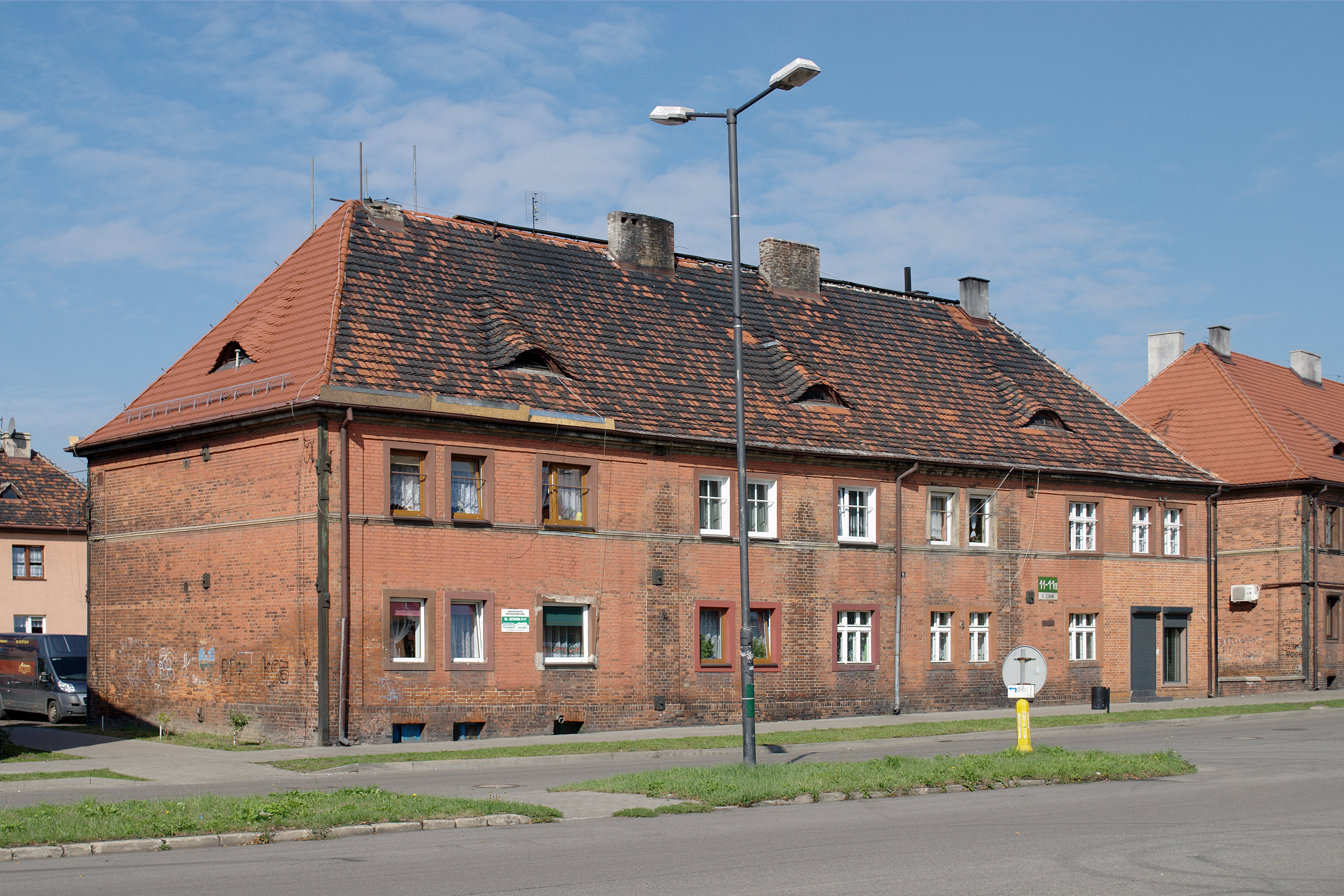
Dom przy ul. Szybowej 11-11A (2013)
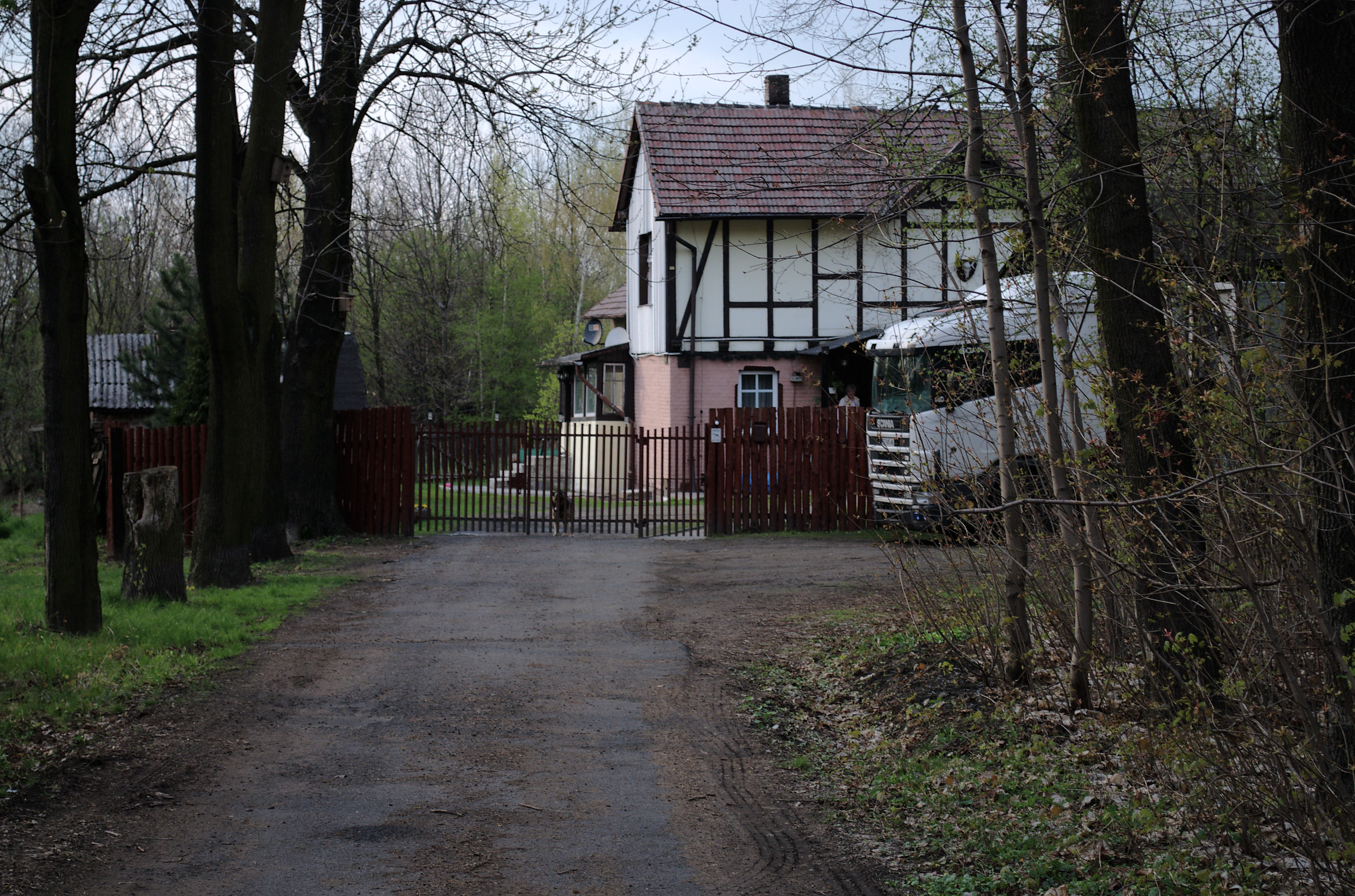
Leśniczówka przy ul. Pod Borem 1 (2012)
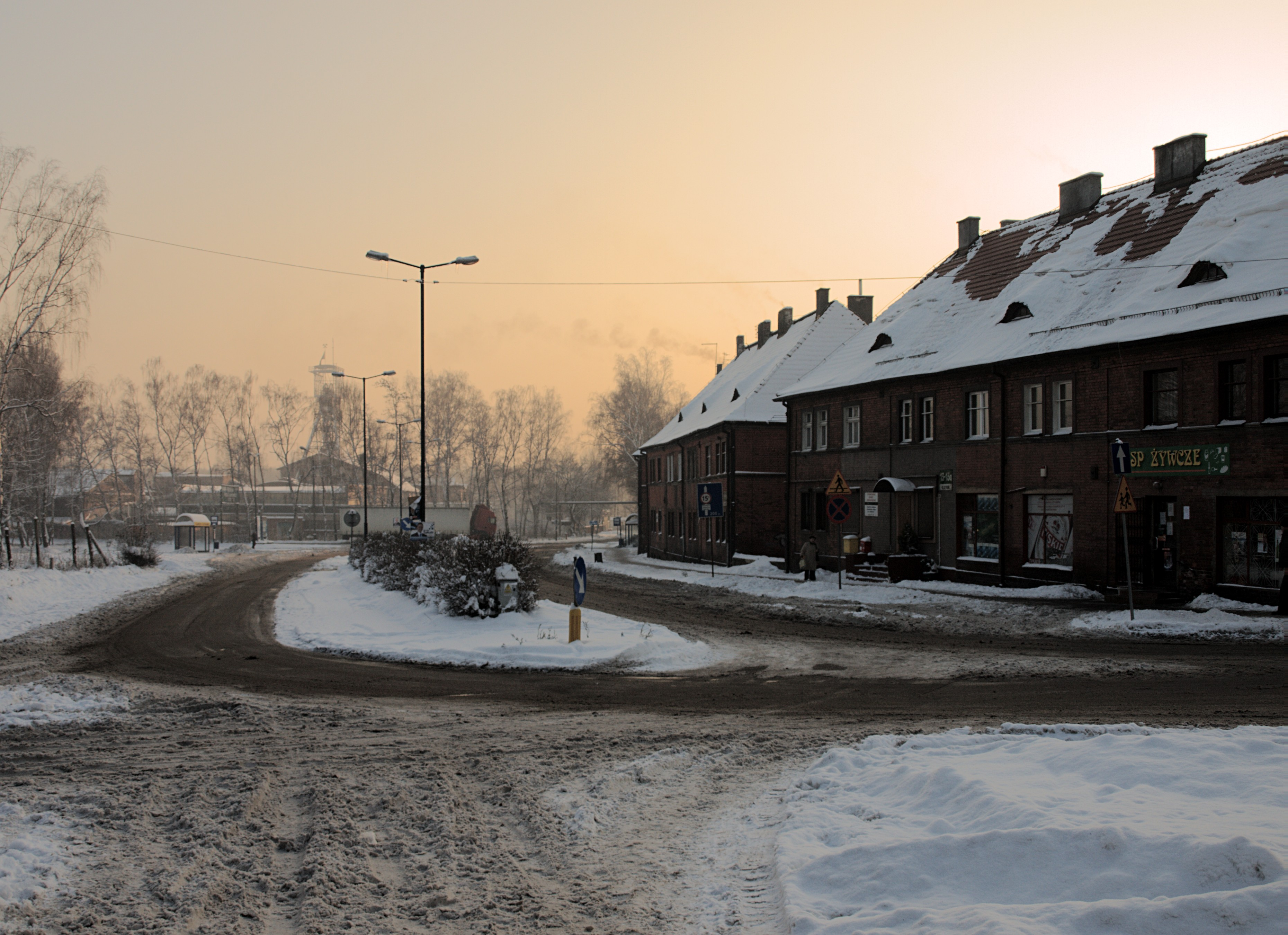
Ulica Szybowa zimą, wieczorową porą (2010)
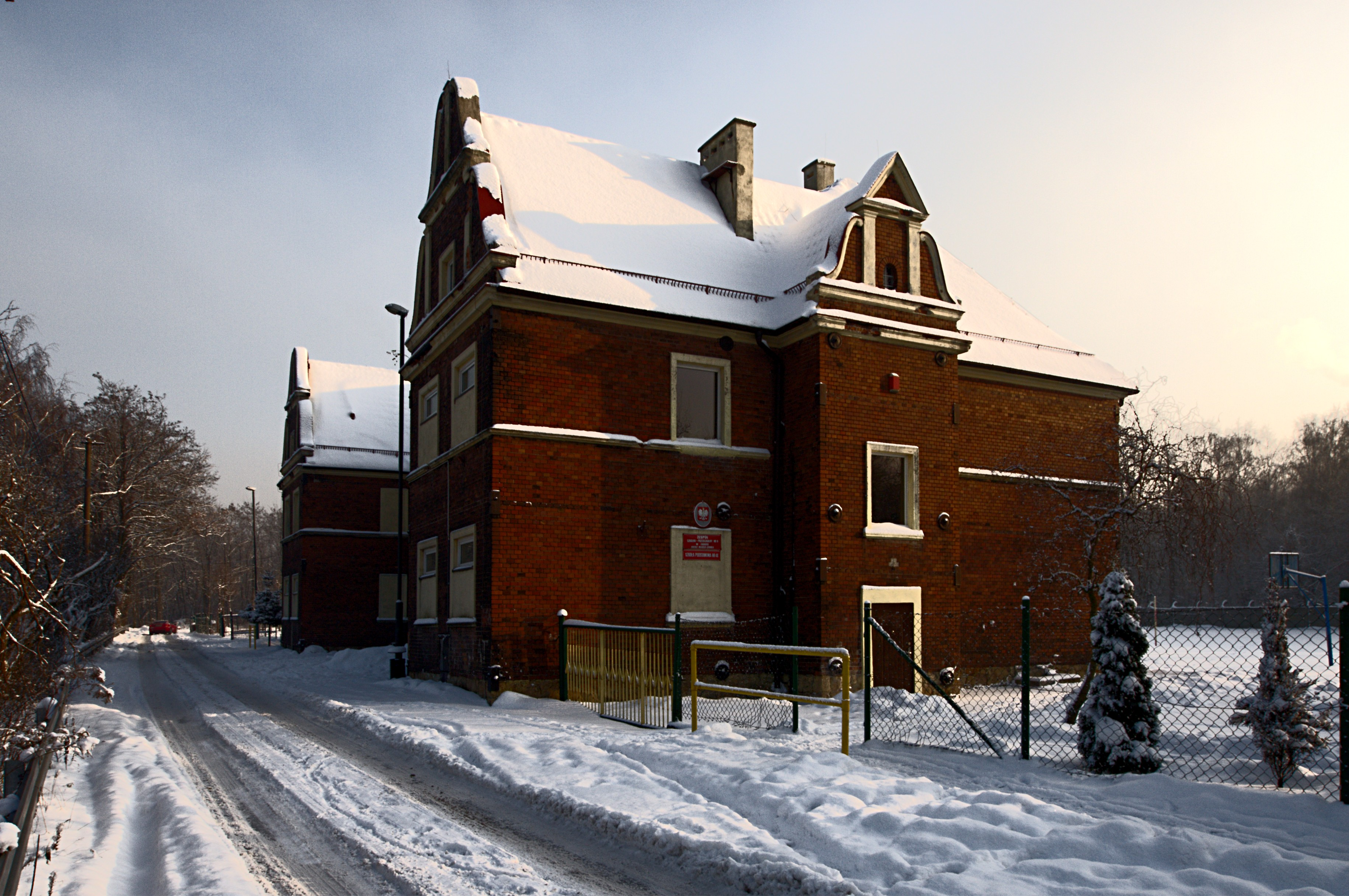
Budynek szkoły przy ul. Gwareckiej 15 (2010)